# 冯荣
冯荣（？—？），南直乌江（今安徽和县）人，是一名明朝政治人物。
冯荣曾于1370年接替董原芳任华亭县知县一职，1373年由吕渊接任。